# 作明佛母

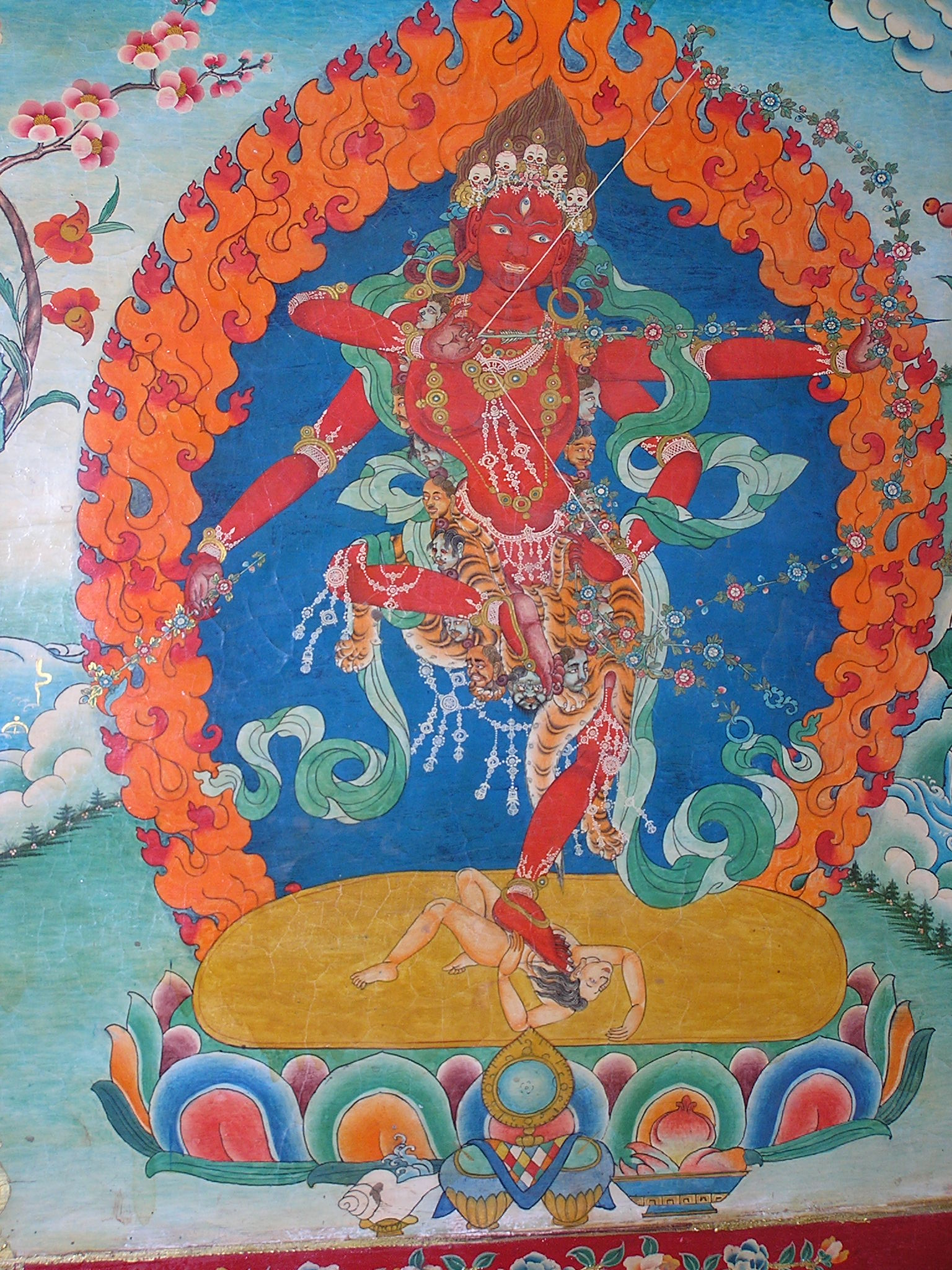
桑耶寺的作明佛母像

作明佛母 ( 藏語：རིག་བྱེད་མ) ，又稱咕噜咕咧佛母（藏語：ཀུ་རུ་ཀུ་ལླེ་，威利转写：ku ru ku lle，藏语拼音：ku ru ku le）。在藏傳佛教中，被視為懷攝與守戒的本尊。

## 起源
作明佛母被認為是阿彌陀佛的化身。

## 意義
「作明」（Rig Byed），即明智（Rig），與作成（Byed）的合體。藏密稱祂為「作明佛母」，是為「知識啟蒙的佛母」。「咕嚕咕咧」（Kurukullā）起源於祂在Lāṭadeśa的Kurukulla山上的住所。祂是屬於蓮華部的女尊，代表蓮華愛染的清淨智慧，即愛染金剛所云『此是一切大覺尊，（愛）染智清淨無暇穢，以彼（愛）染害清淨，是故常施諸安樂』以及法波羅蜜多所云『大哉一切正覺尊，大法金剛我清淨，由本自性清淨故，令諸愛染悉無垢』，密教與顯教最大的差別，就是密教認同能藉由世間情愛最後成就無上正等正覺。

## 造像
作明佛母法相，出自《佛說大悲空智金剛大教王儀軌經.卷三》: 「從紇哩字觀想本尊，紅色四臂手執弓箭，持優鉢羅華及蓮華鉤，如是觀想於三界中而為信愛。」
一般其造像為舞動之天女姿態：全身紅色，三目，四臂，莊嚴年少，面孔半喜半嗔，四臂各執優婆曇花所製成的弓、箭、鉤、索，一般右腳勾起作，左腳踏住著，全身光環圍繞，放射大紅光明。